# Laguiole
Laguiole – miejscowość i gmina we Francji, w regionie Oksytania, w departamencie Aveyron. W 2013 roku jej populacja wynosiła 1279 mieszkańców. 

## Zabytki
Zabytki w miejscowości posiadające status monument historique:
- zamek w osadzie La Boissonnade (fr. Château de la Boissonnade)
- zamek w osadzie Oustrac (fr. Château d'Oustrac)
- kościół św. Mateusza (fr. Église Saint-Matthieu)
- dawna plebania (fr. Ancien Presbytère)